# Postkombination
Bei der Postkombination oder Postkoordination (englisch postcoordination) werden in der Dokumentation die Dokumentationseinheiten zur Erschließung nicht in eine einzige Klasse eingeordnet, sondern es werden ihnen mehrere Deskriptoren zugeordnet. Bei der Recherche müssen mehrere Deskriptoren durch logische Operatoren (und, oder, nicht) miteinander kombiniert werden. Werden die Deskriptoren schon bei ihrer Vergabe systematisch miteinander in Beziehungen gesetzt, spricht man von im Gegensatz zur Postkombination von Präkombination. Durch die Möglichkeit der Begriffskombination kommt ein postkombinierendes Ordnungssystem im Gegensatz zu einem präkombinierenden System (beispielsweise einer Klassifikation) mit einer geringeren Anzahl von Deskriptoren aus.

## Beispiele
Eine einfache Form der Postkombination ist die Vergabe von mehreren Schlagwörtern. Dabei ist sowohl gleichordnende Indexierung als auch syntaktische Indexierung möglich.

## Umfang
Bei der Postkombination sind zur Beschreibung komplexer Sachverhalte im Verhältnis zur Klassifikation  nur eine geringe Anzahl von Deskriptoren notwendig. Wird ein Dokument durchschnittlich mit 3 Deskriptoren indexiert, so lassen sich mit 100 verschiedenen Deskriptoren {\displaystyle 100^{3}=1.000.000} verschiedene Kombinationen erstellen.
In der Praxis sind allerdings nicht alle Kombinationen sinnvoll belegbar. Das Verhältnis von benötigten Deskriptoren für ein postkombinierendes System im Gegensatz zu einem präkombinierten System wird durch den Kombinationsfaktor angegeben, der üblicherweise in der Größenordnung 10 bis 100 liegt. Das heißt, dass man bei Postkombination mit 100 bis 1000 Deskriptoren auskommt, wo eine Klassifikation 1000 bis 10.000 Klassen benötigt.

## Vorteile
- Die einzelnen Deskriptoren müssen nicht disjunkt sein
- Die Anzahl der Deskriptoren ist überschaubarer

## Nachteile
Wählt man die Deskriptoren wie beim Uniterm-System zu allgemein, so treten bei der Postkombination Mehrdeutigkeiten auf. Beispielsweise kann die Kombination "Person"+"Spanien" alle Spanier aber auch andere Personen, die mit Spanien in Verbindung stehen, enthalten. Bei der Präkoordination werden deshalb die Deskriptoren durch die Vergabe von Rollen (siehe Syntaktische Indexierung) beispielsweise "Geburtsland" miteinander in Beziehung gesetzt.
Im Gegensatz zu einer Klassifikation lassen sich mittels Postkoordination erschlossene Objekte auch nicht vollständig in einer geordneten Reihenfolge darstellen, da sie gewissermaßen als Punkte in einem n-dimensionalen Raum repräsentiert sind.